# La Soledad, El Oro
La Soledad är en ort i kommunen El Oro i delstaten Mexiko i Mexiko. Samhället hade 345 invånare vid folkräkningen år 2020.